# Hayo van Rinia
Hayo van Rinia (overleden Kollum, 1639) was een Nederlands bestuurder.

## Biografie
Van Rinia was een zoon van Doecke Hayes van Rinia (>†1582), militair, en Antje van Aldersma (†1626). Hayo werd in 1598 ingeschreven als student rechten aan de universiteit van Franeker. Vervolgens werd hij in 1603 ingeschreven als advocaat aan het Hof van Friesland. Reeds in 1613 wordt hij vermeld als “postelant bij den gerechte” van Kollumerland. In 1616 komt hij samen met Binnert Sappema voor als assesor van Kollumerland. Daarnaast was Van Rinia in 1623 Volmacht ten Landsdage namens Kollumerland.
Evenals Ritscke van Eysinga dong Van Rinia mee naar het grietmanschap van Kollumerland. Deze verkiezing werd gewonnen door Van Rinia, maar Van Eysinga moest zich wel verweren tegen aantijgingen dat hij zijn stemmen gekocht zou hebben. Van Eysinga beweerde juist dat Van Rinia zich schuldig zou hebben gemaakt aan het kopen van stemmen. Uiteindelijk beslisten Gedeputeerde Staten en de stadhouder in het voordeel van Van Rinia. Op 23 juni 1627 volgde de benoeming tot grietman van Kollumerland. Eerder werd dit ambt onder meer bekleed door Bocke van Feytsma, een telg uit dezelfde familie als Hayo's grootmoeder Tieth van Feytsma. Ook de oom van Van Rinia's vrouw, Epe van Bootsma was eerder grietman van Kollumerland. Van Rinia's schoonvader was eerder grietenijsecretaris onder grietman Sicke Clant. Als grietman woonde Van Rinia zelden Landdagen bij en trad Ritscke van Eysinga vaak op als volmacht.
Bij Van Rinia's huwelijk in 1610 in Leeuwarden staat vermeld dat hij afkomstig was van Blessum. Hier bezat zijn familie de Ringiastate. In 1616 kocht Van Rinia enkele panden in Kollum waar hij het Riniahuis stichtte. Na zijn overlijden werd het huis bewoond door zijn zoon Sicke. Later zou het huis eigendom worden van onder meer Willem Aemilius van Unia en Willem Hendrik van Heemstra. Begin 19e eeuw werd het Riniahuis door Willem Hendrik van Sytzama afgebroken en vervangen door een pand dat later dienstdeed als raadhuis van Kollum.

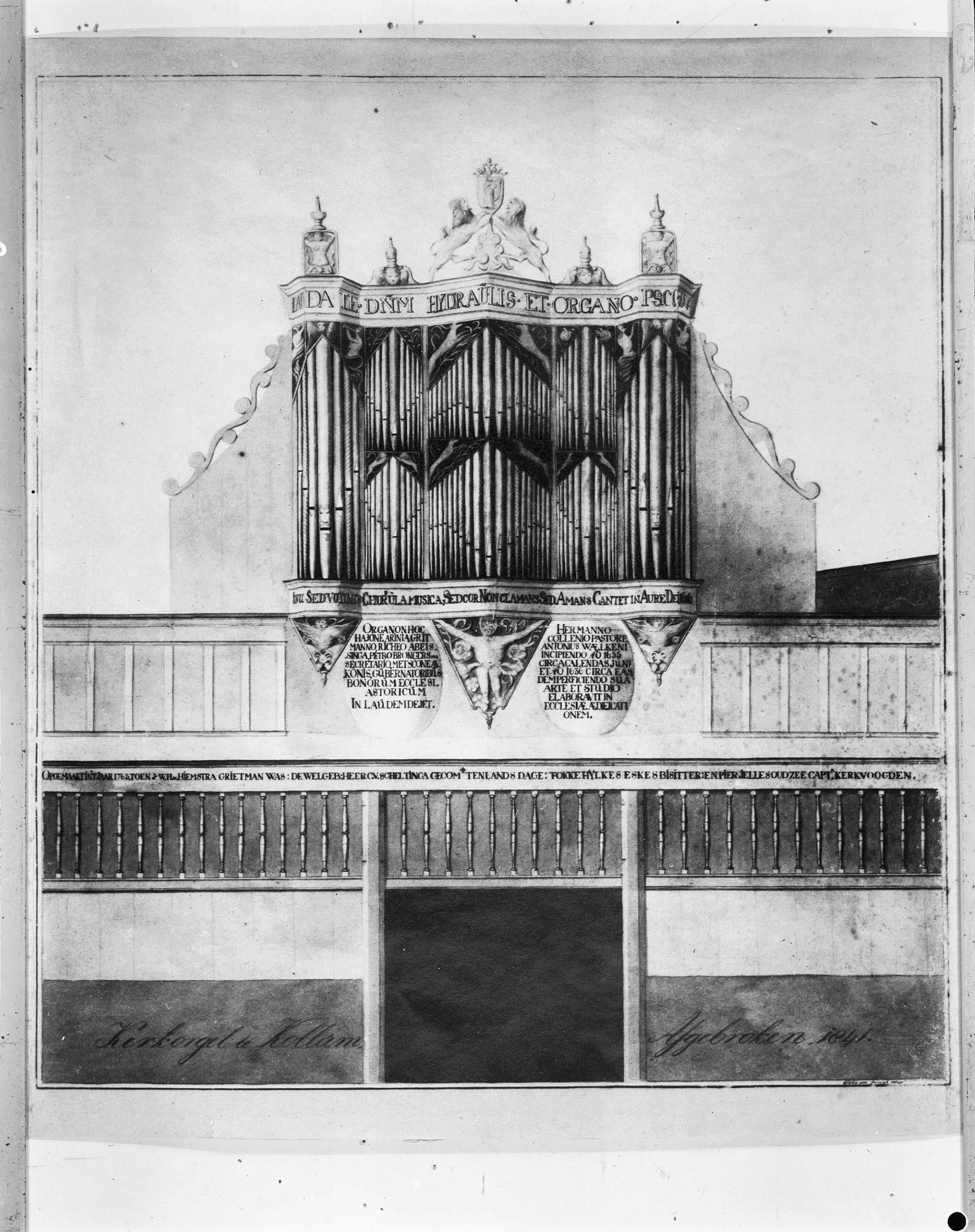
Het in 1841 verwijderde orgel uit 1636 in de kerk van Kollum met Hajo (Hajone a Rinia) vermeld als een van de opdrachtgevers.
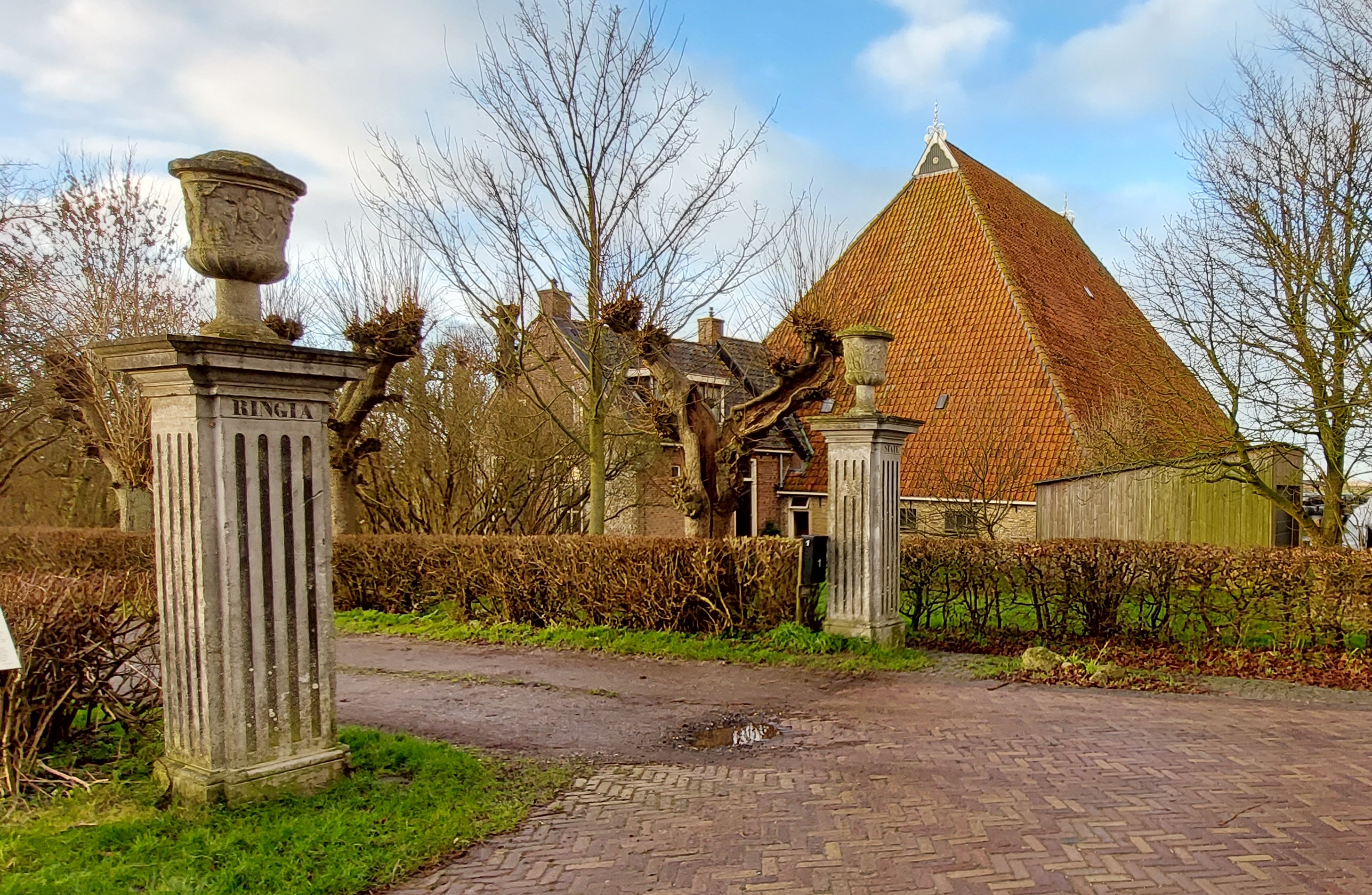
Hekpijlers van de Ringiastate, waar de familie Van Rinia woonde.
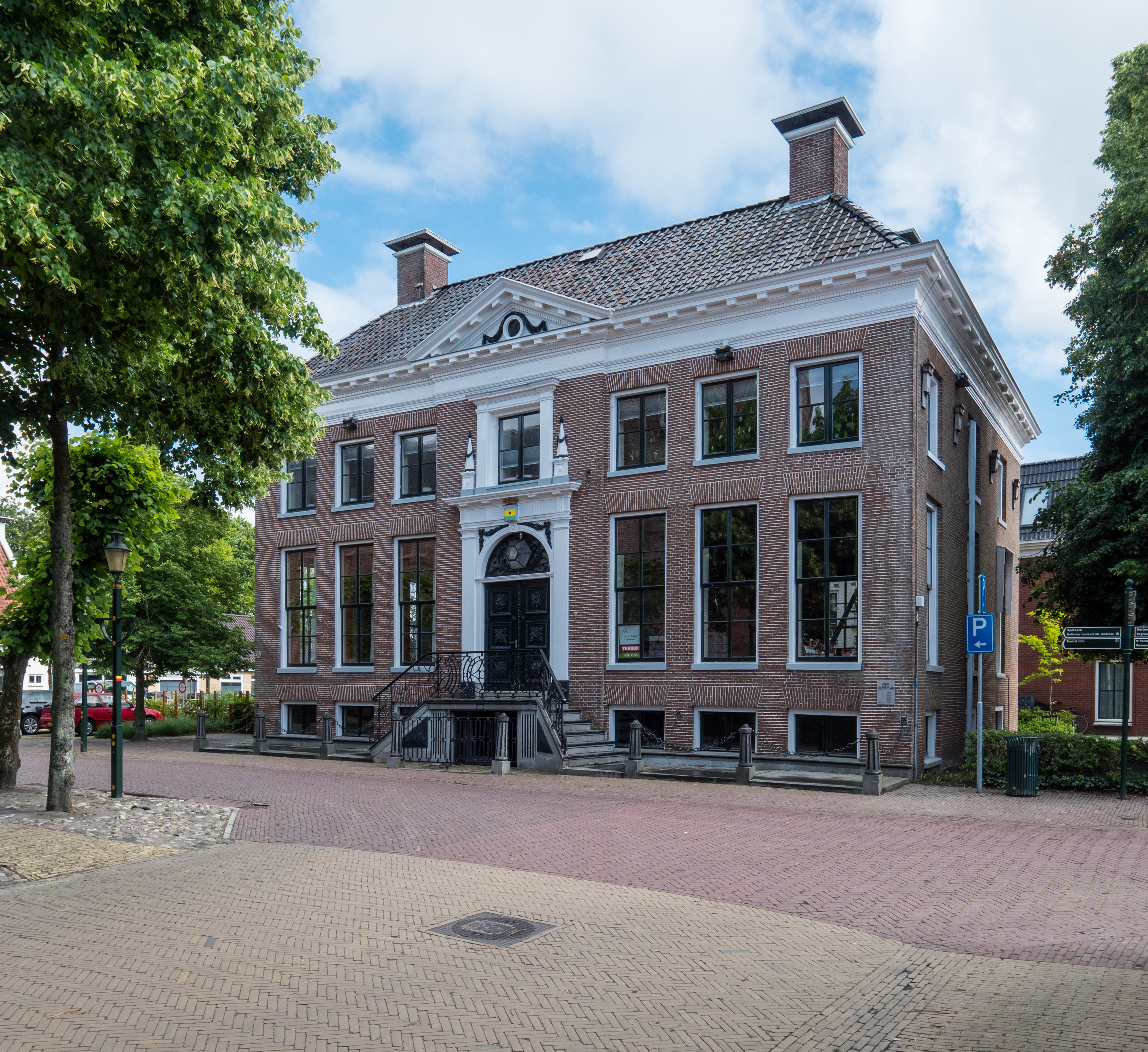
Het voormalige raadhuis van Kollum dat het Riniahuis verving.

## Huwelijk en kinderen
Van Rinia trouwde in 1610 met Maycke Huyghis, ten tijde van het huwelijk afkomstig uit Emden, dochter van Frans Huyghis en Geel van Bootsma. Na haar overlijden hertrouwde hij in 1619 met Jouck van Dyxtra, dochter van Sicke van Dyxtra en Frouck van Galama. Met Jouck kreeg Hayo vier kinderen:
- Sicke van Rinia (1621-1667) trouwde met Eelck van Aylva. Sicke was dijkgraaf van Hemelumer Oldephaert en Noordwolde. Zijn schoonvader Sjoerd van Aylva en zwager Johan van Aylva waren grietman van Hemelumer Oldeferd.
- Ritscke van Rinia (*1624).
- Maria van Rinia (1628-<1662), trouwde met Frederick van Inthiema.
- Antje van Rinia (*1630).